# 정읍 후지리 탑동 석불
정읍 후지리 탑동 석불(井邑 後池里 塔洞 石佛)은 대한민국 전북특별자치도 정읍시, 해정사 절터의 남북쪽 산기슭 탑동마을에 위치한 높이 96cm의 좌상이다. 1981년 4월 1일 전라북도의 유형문화재 제98호로 지정되었다.

## 참고 자료
- 후지리탑동석불 - 국가유산청 국가유산포털